# 台63線
台63線（たいろくじゅうさんせん）は、台中市南区から南投県草屯鎮に至る台湾省道であり、別称は「中投公路（ちゅうとうこうろ）」または「中投快速公路（ちゅうとうかいそくこうろ）」。

## 概要
- 全長：19.023Km
- 起点：台中市南区（台3線の交差地点）
- 終点：南投県草屯鎮（台14乙線の交差地点）
- 経由地：

## 歴史
| 年 | 月日 | 事跡 |
| -- | ---- | ---- |

## 通過する自治体
- 台中市
  - 南区 - 大里区 - 霧峰区

- 南投県
  - 草屯鎮

## インターチェンジなど
| 起点から (km) | 施設名         | 接続路線名       | 備考 | 所在地 | 所在地 |
| ------------- | -------------- | ---------------- | ---- | ------ | ------ |
| 0.0           | 台中端         | 国光路、忠明南路 |      | 台中市 | 南区   |
| 2.64          | 大里一IC       | 徳芳路、文心南路 |      | 台中市 | 大里区 |
| 3.85          | 大里二IC       | 大里路、五光路   |      | 台中市 | 大里区 |
| 6.20          | 五福南路ランプ | 五福南路、五福路 |      | 台中市 | 霧峰区 |
| 7.74          | 中投JCT        | 中投JCT          |      | 台中市 | 霧峰区 |
| 8.20          | 127線ランプ    | 太明路、四徳路   |      | 台中市 | 霧峰区 |
| 10.05         | 丁台IC         | 丁台路           |      | 台中市 | 霧峰区 |
| 12.40         | 万豊IC         | 豊正路           |      | 台中市 | 霧峰区 |
| 14.80         | 草屯一IC       | 新豊路           |      | 南投県 | 草屯鎮 |
| 16.70         | 草屯二IC       | 芬草路           |      | 南投県 | 草屯鎮 |
| 19.023        | 草屯端         | 碧興路           |      | 南投県 | 草屯鎮 |

## 支線

### 甲線

台63甲線のロゴ

南投県草屯鎮の台63本線草屯一ICを起点とし、同県同鎮の台14線との交差点（草屯市区付近）を終点とする支線省道である。全長2.133Km。道路名は「新豊路（しんぽうろ）」、正式な路線名は「台63甲線（たいろくじゅうさんこうせん）」であった。